# 오기마치역 (오사카부)
오기마치역(일본어: 扇町駅, おうぎまちえき)은 일본 오사카부 오사카시 기타구에 있는 철도역이다.

## 환승 노선
북쪽 개찰구를 나오고 1번 출구에서 도보 5분 거리에 있는 JR 덴마역과 환승이 가능하다. 덴마역에서 덴진바시스지 6초메역까지는 걸어서 10분 정도이며, 덴마 역에서 한큐 아와지역 방면으로 가는 경우는 덴로쿠까지 가는 편이 저렴하다.
또, 다음역 미나미모리마치역이 JR 도자이선 오사카텐만구역에 접속하고 있기 때문에, 동선과 구별하기 위해 "JR순환선으로 갈아타기(JR環状線は乗り換え)"라고 안내된다. 이는 오사카 메트로 센니치마에선 다마가와역에서도 볼 수 있다.
- 서일본 여객철도(JR니시닛폰) - 덴마역
  - ■오사카 순환선

## 타는 곳

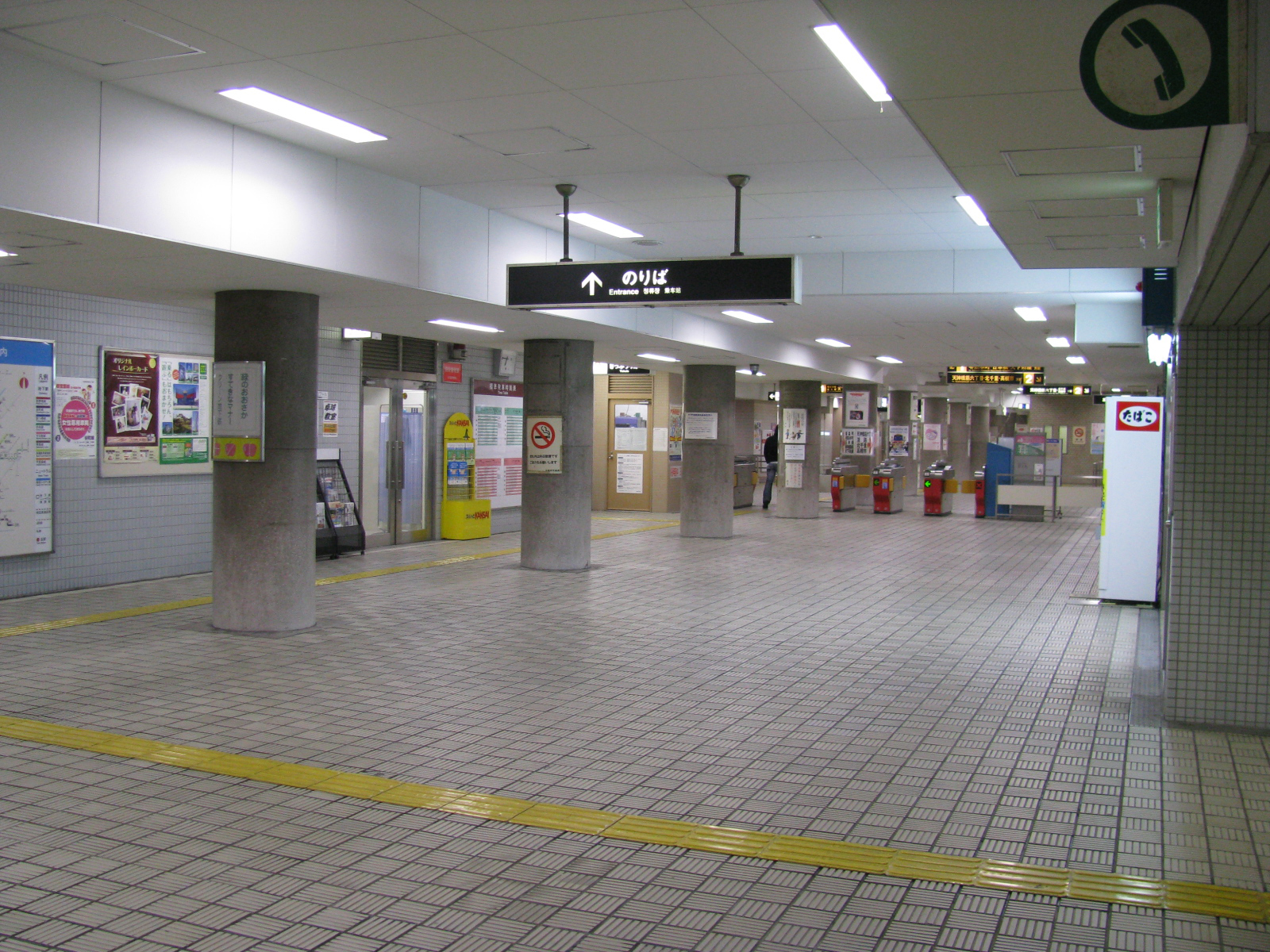
오기마치역 개찰구

| 1 | ■ 사카이스지선 | 사카이스지혼마치·닛폰바시·덴가차야 방면     |
| 2 | ■ 사카이스지선 | 덴진바시스지 6초메·기타센리·다카쓰키시 방면 |

## 역세권 정보

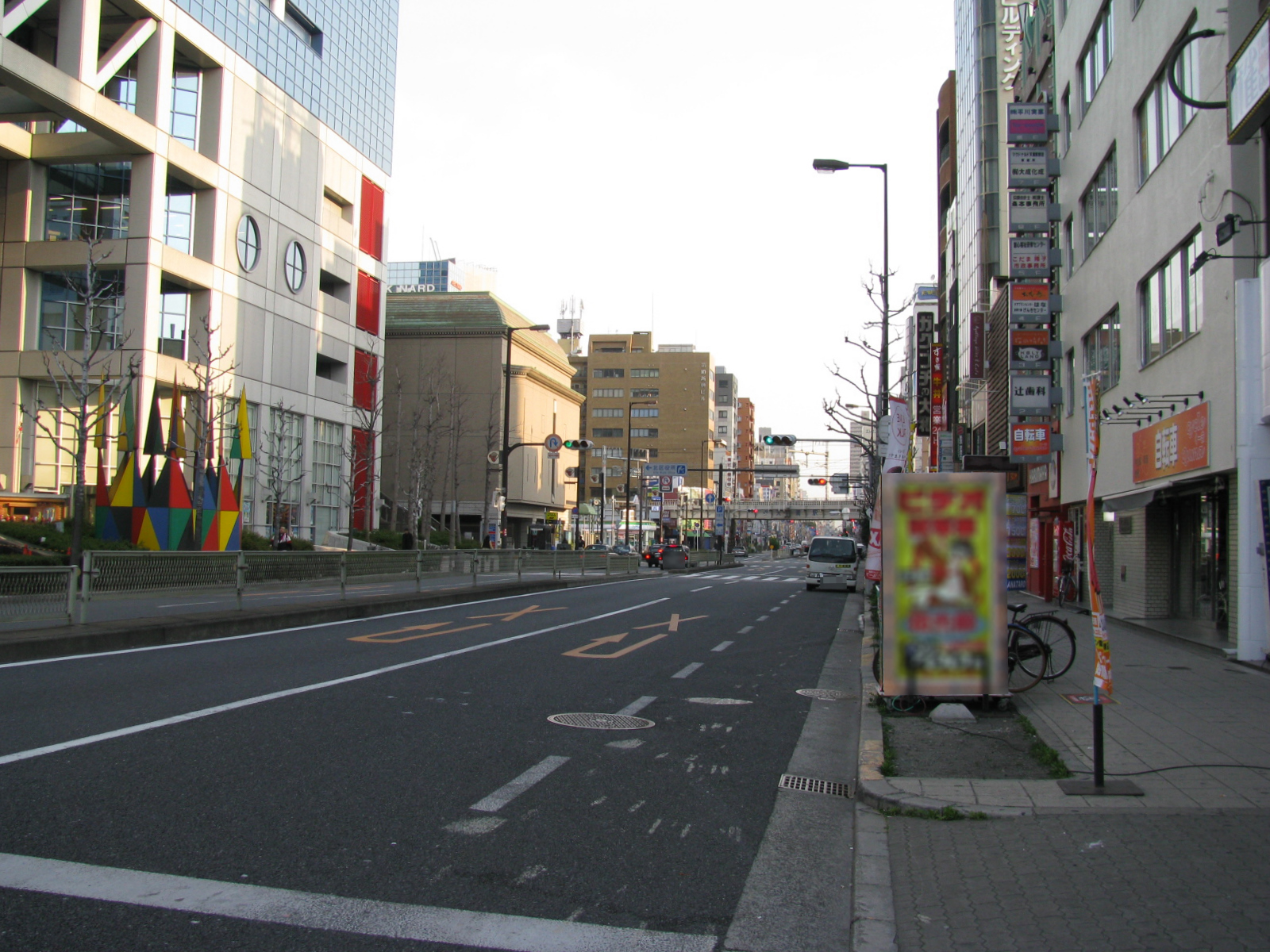
오기마치역 위 부근

- 덴마역(오사카 순환선: 환승역이 아님)

역 주변은 디자인, 편집, 방송, web 등 크리에이티브 계열의 사무실이나 광고 관련 기업이 많다.
- 오기마치 공원
- 간사이TV 오기마치 스퀘어
  - 간사이 TV 방송(해당 방송국 제작의 주요 프로그램 電照式 광고가 승강장내에 걸려있다.)
  - 키즈프라자 오사카
- 오사카시 기타구청
- 오사카시 기타구민센터
- 오사카 덴진바시3 우체국
- 기타노 병원(北野病院)
- 오사카YWCA 전문학교
- 덴진바시스지 상점가
- 덴고나가자키 통상점거리
- 덴마 도매시장
  - 푸라라텐마(ぷららてんま)
- 구세군 서일본연대본부
- 요미우리 신문 오사카 본사
  - 호치 신문사 오사카 본사
- 슈퍼 다마데(スーパー玉出) 덴진바시 상점
- 국로 오사카 회관

과거에는 오사카기타 체신병원이 인근에 있었다.

## 역사
- 1969년 12월 6일: 영업 개시.

## 인접역
| ■ 오사카 메트로 사카이스지선                   | ■ 오사카 메트로 사카이스지선 | ■ 오사카 메트로 사카이스지선     |
| ---------------------------------------------- | ---------------------------- | -------------------------------- |
| K11 덴진바시스지 6초메 덴진바시스지 6초메 방면 | ■ 오사카 지하철 사카이스지선 | K13 미나미모리마치 덴가차야 방면 |